# Ґунтур (округ)
Округ Ґунтур (тел. గుంటూరు జిల్లా; англ. Guntur district) — округ у центральній частині індійського штату Андхра-Прадеш. Адміністративний центр — місто Ґунтур.

## Назва
Свою назву отримав від адмістративного центру та найбільшого населеного пункту округа — міста Ґунтюр.

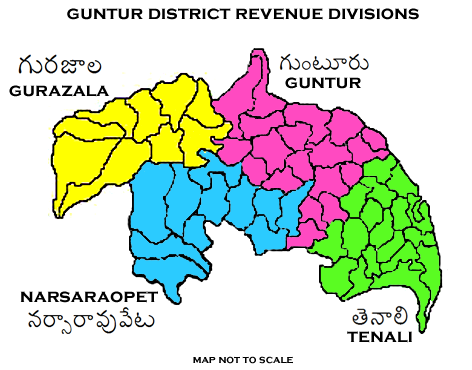

## Географія
Площа округу — 11 391 км².
Через округ протікає річка Крішна, яка є природним кордоном з округом Крішна, і впадає у Бенгальську затоку. На заході межує з округом Магбубнаґар, на північному заході з округом Налґонда, на півдні з округом Пракасам. Берегова лінія близько 100 кілометрів.

## Історія
Округ Ґунтур утворений у 1788 році, був частиною Мадраського президентство за часів Британської Індії.  

## Населення
За даними індійського переписом 2011 року населення округу становило 4 888 813 особи. З них 2 4450 521 осіб чолової статі та 2 447 292 жінок, співвідношення — 1003 жінок на 1000 чоловіків. Частка міського населення становила 33,81% (1 652 738 осіб). 

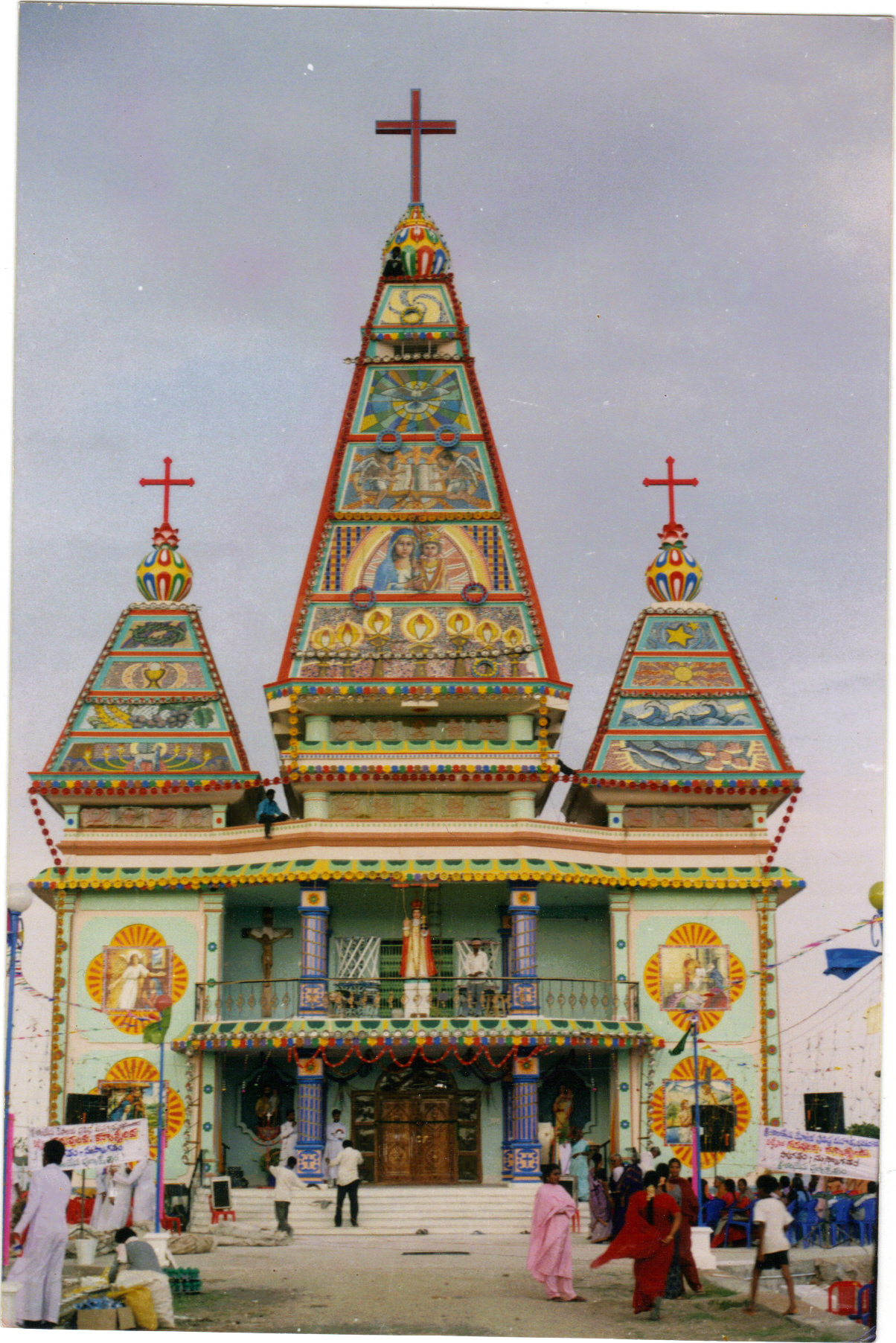

Рівень грамотності дорослого населення становив 67,40%, що трохи вище середньоіндійського рівня (59,5%).
Населення за роками

## Релігія
Мешканці округу в основному сповідують індуїзм. Основні релігійні меншини мусульман та християн. Релігійний склад населення вказаний у таблиці за переписом населення Індії у 2001 році.
| Буддисти     | Джайністи     | Індуїсти           | Мусульмани       | Сикхи       | Християни      | Інші        | Не вказано    |
| ------------ | ------------- | ------------------ | ---------------- | ----------- | -------------- | ----------- | ------------- |
| 181 (0,00 %) | 2 841 (0,06%) | 3 834 204 (85,87%) | 487 839 (10,92%) | 577 (0,01%) | 131 713(2,95%) | 166 (0,00%) | 7 623 (0,17%) |

## Економіка
Велика частина працюючого населення зайнято в сільському господарстві. Основні культури: рис, тютюн, бавовна і перець чилі. 
Округ Ґунтур часто називають Країною Чилі, оскільки він експортує велику кількість перцю чилі.
Промисловість відіграє незначну роль в економіці округу. 

## Адміністративний поділ
Тегсіли округу Ґунтура:
1. Амараватгі
2. Амуртгалул
3. Атхемпет
4. Бапатла
5. Белламконда
6. Бгаттіпролу
7. Боллапалле
8. Ватитергукуру
9. Велдуртгі
10. Вемуру
11. Вінуконда
12. Дахепалле
13. Дуґґірала
14. Дурґі
15. Едладау
16. Ґунтур
17. Ґуразала
18. Іпур
19. Какуману
20. Каремпуді
21. Карлапалем
22. Коллирара
23. Колюр
24. Кросуру
25. Мачаварам
26. Макгерла
27. Манґалаґірі
28. Медікондуру
29. Муппалла
30. Надендла
31. Наґарам
32. Нарасароапоте
33. Некарікаллу
34. Нізампатам
35. Нузендла
36. Педакакані
37. Педакурапуд
38. Педанандіпаду
39. Підґуралла
40. Пітталаваніпалем
41. Поннур
42. Пратипаду
43. Радупалем
44. Рентахінтала
45. Репалле
46. Ромпігерла
47. Саттенапалле
48. Саваліпурам
49. Тадепалле
50. Тадіконда
51. Теналі
52. Туллур
53. Чеброл
54. Черкупапул
55. Чилакалуріпе
56. Цундюр
57. Фіранґґіпурам